# Antônio Pizzonia
Antônio Pizzonia (n. 11 septembrie 1980, Manaus) este un pilot brazilian de Formula 1 care a evoluat în Campionatul Mondial între anii 2003 și 2005.

## Cariera în Formula 1
| Sezon | Echipă                       | Puncte      | Loc clasament general |
| ----- | ---------------------------- | ----------- | --------------------- |
| 2000  | Mild Seven Benetton Playlife | Pilot teste | -                     |
| 2002  | BMW WilliamsF1 Team          | Pilot teste | -                     |
| 2003  | Jaguar Racing                | 0           | -                     |
| 2004  | BMW WilliamsF1 Team          | 6           | 15                    |
| 2005  | BMW WilliamsF1 Team          | 2           | 22                    |

## Cariera în IndyCar
| Sezon | Echipă       | Puncte | Loc clasament general |
| ----- | ------------ | ------ | --------------------- |
| 2008  | Rocketsports | 0      | -                     |